# 大邱 (漫畫家)
大邱（1972年—）是台灣的漫畫家，本名邱世明。出生於台南縣。臺南市私立崑山高級中學畢業。
代表作為《超能一族》。

## 人物
高中畢業後開始漫畫創作，作品故事多為搞笑題材。

## 作品一覽

### 單行本
- 俗辣王（全1集）
- 俗辣闖江湖（全1集）
- 超能一族（全5集）